# Ana Gallay
Ana María Gallay (Nogoyá, 16 de janeiro de 1986) é uma jogadora de vôlei de praia argentina.

## Carreira
Em 2011 jogando com Maria Virginia Zonta obteve a medalha de prata nos  Jogos Sul-Americanos de Praia em Manta.Formou dupla com Georgina Klug e alcançaram a inédita medalha de ouro nos Jogos Pan-Americanos de 2015 realizado em Toronto.Nos Jogos Olímpicos de Verão de 2016 ela representou  seu país ao lado de Georgina Klug, caindo na fase de grupos..
Em 2018 ao lado de Fernanda Pereyra competindo nas etapas do correspondente Circuito Sul-Americano de Vôlei de Praia. obtendo o terceiro lugar no Grand Slam de Rosario,quinto lugar no Gran Slam de Coquimbo,quarto posto na etapa de Cañete, ainda alcançaram a nona posição no Gram Slam de Santa Cruz de Cabrália,conquista o terceiro lugar na etapa de Montevidéu pelo Circuito Sul-Americano de Vôlei de Praia
, atuando juntas também na conquista medalha de prata no CSV Finals em Lima.
Na temporada de 2018-19  conquistou o quinto lugar na Supercopa da Alemanha  (Smart) wn Hamburgo ao lado da jogadora Georgina Klug. também esteve com Fernanda Pereyra disputando o Circuito Alemão de Vólei de Praia (Techniker Beach Tour) conquistando o título da etapa de Sankt Peter-Ording e o quinto lugar na etapa de Lípsia e em 2019 conquistaram o título da Copa de Vôlei de Praia (NHK).
Com Pereyra conquistaram o título da fase da Continental Cup (Grupo C) realizada em Assunçãoe ainda disputaram as etapas do Circuito Sul-Americano de Vôlei de Praia de 2019 terminando na terceira posição em  São Francisco do Sul e em Coquimbo, foram vice-campeãs na etapa de Lima, e novamente ocuparam o terceiro lugar na etapa de Brasília.
Juntas disputaram disputou os Jogos Sul-Americanos de Praia em realizados em Rosário, Argentina, finalizando com a medalha de prata.

## Títulos e resultados
- Etapa de Lima do Circuito Sul-Americano de Vôlei de Praia:2019
- Etapa de Brasília do Circuito Sul-Americano de Vôlei de Praia:2019
- Etapa de Coquimbo do Circuito Sul-Americano de Vôlei de Praia:2019
- Etapa de São Francisco do Sul do Circuito Sul-Americano de Vôlei de Praia:2019
- Grand Slam de Rosario do Circuito Sul-Americano de Vôlei de Praia:2018
- Etapa de Montevidéu do Circuito Sul-Americano de Vôlei de Praia:2018
- Etapa de Cañete do Circuito Sul-Americano de Vôlei de Praia:2018
- Etapa de Sankt Peter-Ordingdo Circuito Alemão de Vôlei de Praia:2018
- Copa Alemã NHK de Vôlei de Praia:2019